# 本橋優華
本橋 優華（もとはし ゆうか、1985年1月25日 - ）は、日本の元タレント、グラビアアイドル、ファッションディレクターである。本名同じ。東京都出身。
水着ブランド『"Lycha"』に参加している。

## 略歴
川村学園女子大学を卒業した。日本テレビ『恋のから騒ぎ』の11期生として、当時最年少の19歳で出演した。司会の明石家さんまから「つげ口ガールズB」とあだ名される。番組出演時、職業は「女子大生（川村学園女子大学教育学部）」でタレントとして事務所に所属していた。
2006年からグラビアアイドルとして活動を再開し、アイドル顔と均整のとれた巨乳のギャップが人気を得て、雑誌でグラビアに掲載されてDVDを発売した。
TBS『さまぁ〜ず式』などのバラエティ番組やMBSラジオ『イマドキッC（ コレクション ）土曜日』などにレギュラーや準レギュラーとして出演した。2007年 - 2008年3月までレギュラーを務めたTBS『オビラジR』は番組改編により一度降板するも、2009年1月に再びレギュラーとして復活した。
芸能事務所アヴィラ（旧・アバンギャルド）に所属していたが、事務所から離れてかねてより表明していた「25歳で芸能界引退」を実行すると、2009年12月末にブログで表した。
希望していたファッション業界で、2010年3月から水着ブランド"Lycha"（リュッチャ）のプロデューサーとしてイベントなどでメディアへ露出している。

## 人物
- 趣味：ドライブ、食べること、ダーツ、写真を撮る
- 特技：恋愛心理学、乗馬、仲直りさせ屋
- 資格：乗馬ライセンス５級、メディカルアロマセラピスト、ジュニアアスリートフードマイスター
- 好きなタイプ：一緒にいて楽しい人、向上心のある人
- 嫌いなタイプ：いいかげんな人

## 作品

### DVD
- 優華と恋のABC（2006年、スパークビジョン）
- 小悪魔女の秘め事4（2006年、オルスタックピクチャーズ）
- Dolls Style Act.5 「Colorful」本橋優華（2007年、スタジオ・プラスエー）
- We@アイドル本橋優華（2007年、ソフトバンククリエイティブ）
- 甘い衝撃（2008年、竹書房）
- Much love, UK（2009年、ソニー・ミュージック）
- Treble 佐々木梨絵、浜田コウ、本橋優華（2009年、ソニー・ミュージック）
- 熟れごろ（2009年、トリコ）

## 出演

### TV
- 日本テレビ「恋のから騒ぎ」11期生 レギュラー (2004年4月 - 2005年3月)
- TBS 「デジ屋台」(2006年)
- TBS 「オビラジR」オビガールG レギュラー(2007年 - 2008年3月、2009年1月 - 放送最終)
- SC 「スカイガール2」(2007年) 伊吹唯
- テレビ東京「FILM FACTORY」浜田組(2008年)
- テレビ埼玉「ひるたま」(2008年3月）
- 日本テレビ「くちコミ☆ジョニー」(2008年)
- テレビ東京「おねがい!マスカット」（2008年）
- フジテレビ「高田純次の値切り交渉の旅必見!夏休み直前SP」(2008年)
- フジテレビ「はねるのトびら」（2008年）
- SKY PerfecTV!レジャーチャンネル「公営競技SPプログラム SUPER STAR RACERS」MC（2008年）
- 関西テレビ「めくるめく!!世界ビジュアル大図鑑」(2009年)
- TBS 「さまぁ〜ず式」(2009年1月20日、1月27日、2月17日、2月24日)
- テレビ朝日 「全力坂」(2009年9月7日、9月22日、9月30日)
- フジテレビ「ラブログ」(2009年10月6日) ゆったん

### ラジオ
- MBSラジオ「イマドキッC（ コレクション ）土曜日」（2007年4月 - 7月）

### 雑誌
- 「週刊ヤングマガジン」（2006年）
- 「FLASH EX」（2006年）
- 「アサヒ芸能」（2006年）
- 「月刊MOTECO」コラム連載（2006年 - ）
- 「漫画アクション」（2008年）
- 「ヤングキング」（2008年）
- 「スコラ」（2008年）
- 「パチスロ必勝本」（2009年）
- 「パチンコ必勝本DX」（2009年）
- 「週刊ヤングジャンプ」（2009年）

### イメージガール
- 2008年 楽天オートギャルズ（2008年1月 - ）
- 2009年 アップルフォーミュラランドイメージガール（2009年4月 - ）

### CM
- LINEMAP HOLDING株式会社（出演したラジオ番組のスポンサー、2007年）
- エースコック「スープはるさめ」（2008年 - ）
- HONDA「フィット」(2008年10月 - )
- SANYO「フィーバースターウォーズ」（2008年11月 - ）
- コーワ薬品「キャベ2」（2008年11月 - ）

### その他
- つんく♂「V3〜青春カバー〜」PV（2005年7月13日）
- デスクトップギャルコレクション（2007年11月号）
- ZAK THE QUEEN2008（2008年4月）
- 加納典明「典明ワールド」(2008年7月 - )
- ZAK THE QUEEN2008ファイナリストステージ（2008年11月）
- アバンギャルド公式携帯サイト 「アバンギャルドグラビア」
- BUYMAオフィシャルスタイリストYuuka Motohashi（2011年 - ）